# NA-2339
La  NA-2339  es una carretera local perteneciente a la Red de Carreteras de Navarra que se inicia en PK 11,57 de N-135 y termina en Ilurdotz. Tiene una longitud de 3,02 kilómetros.